# 卡尔·鲍德勒
詹姆斯·卡洛维·鲍德勒三世（英語：James Calloway Bowdler II，1977年3月31日—），美国NBA联盟前职业篮球运动员。他在1999年的NBA选秀中第1轮第17顺位被亚特兰大老鹰选中。